# Německo na Letních olympijských hrách 1992
Německo na Letních olympijských hrách v roce 1992 ve španělské Barceloně reprezentovala výprava 463 sportovců (300 mužů a 163 žen) ve 26 sportech.

## Medailisté
| Medaile | Jméno | Sport                | Soutěž                                  |
| ------- | --- | -------------------- | --------------------------------------- |
| Zlato   | Dieter Baumann | Atletika             | Muži běh na 5000 m                      |
| Zlato   | Heike Henkelová | Atletika             | Ženy skok vysoký                        |
| Zlato   | Heike Drechslerová | Atletika             | Ženy skok daleký                        |
| Zlato   | Silke Renková | Atletika             | Ženy hod oštěpem                        |
| Zlato   | Andreas Tews | Box                  | Muži váha polotěžká do 57 kg            |
| Zlato   | Torsten May | Box                  | Muži váha polotěžká do 81 kg            |
| Zlato   | Torsten Gutsche Kay Bluhm | Kanoistika           | K2 500 metrů muži                       |
| Zlato   | Torsten Gutsche Kay Bluhm | Kanoistika           | K2 1000 metrů muži                      |
| Zlato   | Oliver Kegel Thomas Reineck Mario von Appen André Wohllebe | Kanoistika           | K4 1000 metrů muži                      |
| Zlato   | Ulrich Papke Ingo Spelly | Kanoistika           | C2 1000 metrů muži                      |
| Zlato   | Elisabeth Michelerová | Kanoistika           | K1 slalom ženy                          |
| Zlato   | Birgit Fischerová | Kanoistika           | K1 500 metrů ženy                       |
| Zlato   | Anke von Secková Ramona Portwichová | Kanoistika           | K2 500 metrů ženy                       |
| Zlato   | Jens Fiedler | Cyklistika           | Muži 1000 m sprint                      |
| Zlato   | Guido Fulst Michael Glöckner Jens Lehmann Stefan Steinweg Andreas Walzer | Cyklistika           | Muži 4000 m stíhací závod (družstva)    |
| Zlato   | Bernd Dittert Christian Meyer Uwe Peschel Michael Rich | Cyklistika           | Muži časovka družstev                   |
| Zlato   | Petra Roßner | Cyklistika           | Ženy 3000 m stíhací závod (jednotlivci) |
| Zlato   | Ludger Beerbaum | Jezdectví            | Parkurové skákání - jednotlivci         |
| Zlato   | Nicole Uphoffová | Jezdectví            | Drezura - jednotlivci                   |
| Zlato   | Klaus Balkenhol Monica Theodorescuová Nicole Uphoffová Isabell Werthová | Jezdectví            | Drezura - družstvo                      |
| Zlato   | Alexander Koch Ulrich Schreck Udo Wagner Thorsten Weidner Ingo Weißenborn | Šerm                 | Družstvo mužů fleret                    |
| Zlato   | Elmar Borrmann Robert Felisiak Uwe Proske Vladimir Resnitschenko Arnd Schmitt | Šerm                 | Družstvo mužů kord                      |
| Zlato   | Michael Knauth Christopher Reitz Carsten Fischer Jan-Peter Tewes Volker Fried Klaus Michler Andreas Keller Michael Metz Christian Blunck Sven Meinhardt Michael Hilgers Andreas Becker Stefan Saliger Stefan Tewes Christian Mayerhöfer Oliver Kurtz               | Pozemní hokej        | Turnaj mužů                             |
| Zlato   | Thomas Lange | Veslování            | Muži skif                               |
| Zlato   | Andreas Hajek Michael Steinbach Stephan Volkert André Willms | Veslování            | Muži párová čtyřka                      |
| Zlato   | Kathrin Boronová Kerstin Köppenová | Veslování            | Ženy dvojsif                            |
| Zlato   | Kerstin Müller Kristina Mundt Birgit Peter Sybille Schmidt | Veslování            | Ženy párová čtyřka                      |
| Zlato   | Ralf Schumann | Sportovní střelba    | Muži 25 metrů rychlopalná pistole       |
| Zlato   | Michael Jakosits | Sportovní střelba    | Muži 10 metrů průběžný cíl              |
| Zlato   | Dagmar Hase | Plavání              | Ženy 400 m volný způsob                 |
| Zlato   | Boris Becker Michael Stich | Tenis                | Muži čtyřhra                            |
| Zlato   | Ronny Weller | Vzpírání             | Muži do 110 kg                          |
| Zlato   | Maik Bullmann | Zápas                | muži, řecko-římský do 90 kg             |
| Stříbro | Jürgen Schult | Atletika             | Muži hod diskem                         |
| Stříbro | Marco Rudolph | Box                  | Muži lehká váha do 60 kg                |
| Stříbro | Ulrich Papke Ingo Spelly | Kanoistika           | C2 500 metrů muži                       |
| Stříbro | Katrin Borchert Birgit Fischerová Anke Nothnagel-Von Seck Ramona Portwich | Kanoistika           | K4 500 metrů ženy                       |
| Stříbro | Jens Lehmann | Cyklistika           | Muži 4000 m stíhací závod (jednotlivci) |
| Stříbro | Annett Neumann | Cyklistika           | Ženy sprint                             |
| Stříbro | Herbert Blöcker | Jezdectví            | Jezdecká všestrannost - jednotlivci     |
| Stříbro | Isabell Werth | Jezdectví            | Drezura - jednotlivci                   |
| Stříbro | Sabine Bauová Annette Dobmeier Anja Fichtelová Zita Funkenhauserová Monika Weberová | Šerm                 | Družstvo žen fleret                     |
| Stříbro | Britta Becker Tanja Dickenscheid Nadine Ernsting-Krienke Christine Ferneck Eva Hagenbäumer Franziska Hentschel Caren Jungjohann Katrin Kauschke Irina Kuhnt Heike Lätzsch Susanne Müller Tina Peters Simone Thomaschinski Bianca Weiß Anke Wild Susie Wollschläger | Pozemní hokej        | Turnaj žen                              |
| Stříbro | Andreas Wecker | Sportovní gymnastika | Muži hrazda                             |
| Stříbro | Peter Hoeltzenbein Colin von Ettingshausen | Veslování            | Muži dvojka bez kormidelníka            |
| Stříbro | Ralf Brudel Karsten Finger Uwe Kellner Thoralf Peters Hendrik Reiher | Veslování            | Muži čtyřka s kormidelníkem             |
| Stříbro | Ingeburg Schwerzmann Stefani Werremeier | Veslování            | Ženy dvojka bez kormidelníka            |
| Stříbro | Franziska van Almsicková | Plavání              | Ženy 200 m volný způsob                 |
| Stříbro | Dagmar Hase | Plavání              | Ženy 200 m znak                         |
| Stříbro | Jana Dörries Dagmar Hase Daniela Hunger Franziska van Almsicková Daniela Brendel (rozplavba) Bettina Ustrowski (rozplavba) Simone Osygus (rozplavba) | Plavání              | Ženy štafeta 4 × 100 m polohový závod   |
| Stříbro | Steffen Fetzner Jörg Rosskopf | Stolní tenis         | Muži čtyřhra                            |
| Stříbro | Steffi Grafová | Tenis                | Ženy dvouhra                            |
| Stříbro | Rifat Yildiz | Zápas                | muži, řecko-římský do 57 kg             |
| Stříbro | Heiko Balz | Zápas                | muži, volný styl do 100 kg              |
| Bronz   | Stephan Freigang | Atletika             | Muži maratonský běh                     |
| Bronz   | Ronald Weigel | Atletika             | Muži chůze 50 km                        |
| Bronz   | Kathrin Neimkeová | Atletika             | Ženy vrh koulí                          |
| Bronz   | Karen Forkelová | Atletika             | Ženy hod oštěpem                        |
| Bronz   | Sabine Braunová | Atletika             | Ženy sedmiboj                           |
| Bronz   | Jan Quast | Box                  | Muži váha lehká muší do 49 kg           |
| Bronz   | Olaf Heukrodt | Kanoistika           | C1 500 metrů muži                       |
| Bronz   | Jochen Lettmann | Kanoistika           | K1 slalom muži                          |
| Bronz   | Brita Baldusová | Skoky do vody        | Ženy prkno 3 m                          |
| Bronz   | Herbert Blöcker Ralf Ehrenbrink Cord Mysegaes | Jezdectví            | Jezdecká všestrannost - družstvo        |
| Bronz   | Klaus Balkenhol | Jezdectví            | Drezura - jednotlivci                   |
| Bronz   | Andreas Wecker | Sportovní gymnastika | Muži kůň našíř                          |
| Bronz   | Andreas Wecker | Sportovní gymnastika | Muži kruhy                              |
| Bronz   | Richard Trautmann | Judo                 | Muži do 60 kg                           |
| Bronz   | Udo Quellmalz | Judo                 | Muži do 65 kg                           |
| Bronz   | Roland Baar Armin Eichholz Detlef Kirchhoff Manfred Klein Bahne Rabe Frank Richter Hans Sennewald Thorsten Streppelhoff Ansgar Wessling | Veslování            | Muži osmiveslice                        |
| Bronz   | Antje Frank Annette Hohn Gabriele Mehl Birte Siech | Veslování            | Ženy čtyřka s kormidelníkem             |
| Bronz   | Sylvia Dördelmann Kathrin Haacker Christiane Harzendorf Daniela Neunast Cerstin Petersmann Dana Pyritz Annegret Strauchová Ute Wagner-Stange Judith Zeidler | Veslování            | Ženy osmiveslice                        |
| Bronz   | Johann Riederer | Sportovní střelba    | Muži 10 metrů vzduchová puška           |
| Bronz   | Jörg Hoffmann | Plavání              | Muži 1500 m volný způsob                |
| Bronz   | Mark Pinger Dirk Richter Christian Tröger Steffen Zesner Andreas Szigat (rozplavba) Bengt Zikarsky (rozplavba) | Plavání              | Muži štafeta 4 × 100 m volný způsob     |
| Bronz   | Franziska van Almsicková | Plavání              | Ženy 100 m volný způsob                 |
| Bronz   | Kerstin Kielgaß | Plavání              | Ženy 200 m volný způsob                 |
| Bronz   | Jana Henke | Plavání              | Ženy 800 m volný způsob                 |
| Bronz   | Daniela Hunger | Plavání              | Ženy 200 m polohový závod               |
| Bronz   | Daniela Hunger Simone Osygus Manuela Stellmach Franziska van Almsicková Kerstin Kielgass (rozplavba) Annette Hadding (rozplavba) | Plavání              | Ženy štafeta 4 × 100 m volný způsob     |
| Bronz   | Andreas Behm | Vzpírání             | Muži do 67½ kg                          |
| Bronz   | Manfred Nerlinger | Vzpírání             | Muži nad 108 kg                         |